# 拉塔尼耶尔
拉塔尼耶尔（法語：La Tagnière，法語發音：[la taɲɛʁ]）是法国索恩-卢瓦尔省的一个市镇，属于欧坦区。

## 地理
拉塔尼耶尔（46°47'20"N, 4°12'57"E）面积34.07 平方千米，位于法国勃艮第-弗朗什-孔泰大區索恩-卢瓦尔省，该省份为法国中部省份，北起顺时针与科多尔省、汝拉省、安省、罗讷省、卢瓦尔省、阿列省和涅夫勒省接壤。
与拉塔尼耶尔接壤的市镇（或旧市镇、城区）包括：阿鲁河畔埃唐、沙尔穆瓦、圣欧仁、于雄。

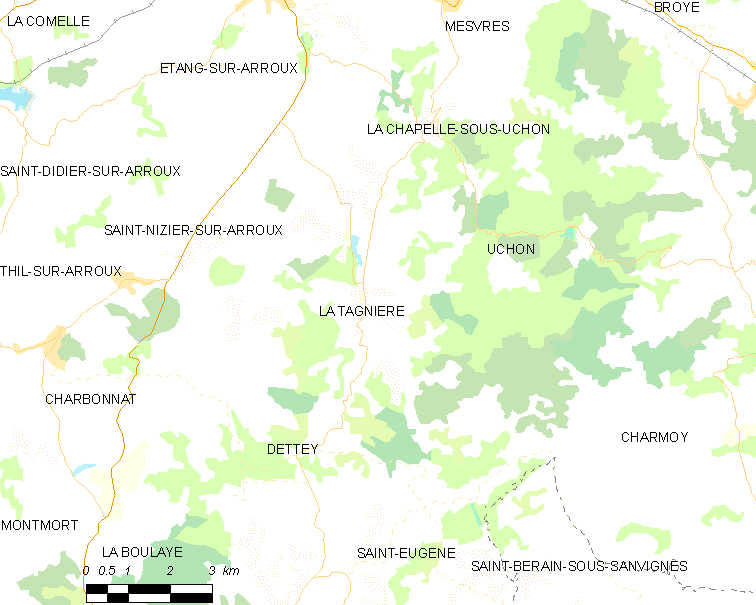
拉塔尼耶尔的OSM定位图

拉塔尼耶尔的时区为UTC+01:00、UTC+02:00（夏令时）。

## 行政
拉塔尼耶尔的邮政编码为71190，INSEE市镇编码为71531。

## 政治
拉塔尼耶尔所属的省级选区为欧坦第二县。

## 人口

1962-2008年间拉塔尼耶尔人口变化图示

拉塔尼耶尔于2022年1月1日时的人口数量为207人。